# R.E.O./T.W.O.
| 전문가 평가 | 전문가 평가 |
| 평가 점수   | 평가 점수   |
| 출처        | 점수        |
| ----------- | ----------- |
| Allmusic    | [ 1 ]       |

《R.E.O./T.W.O.》는 1972년 12월에 발매된 미국의 록 밴드 REO 스피드왜건의 두 번째 스튜디오 음반이다. 기타리스트 게리 리치래스의 지도 아래, 이 음반은 1971년 《R.E.O. Speedwagon》에 설정된 음악적 방향을 리치래스가 직접 작곡한 음반으로 이어갔다.

## 배경
《R.E.O./T.W.O.》는 첫 번째 전국 투어에서 REO를 시작했고 밴드의 데뷔 음반보다 더 세련된 프로듀싱을 선보였지만, 마이크 머피의 등장으로 그들이 버려야 할 프로그레시브 록 성향은 그대로 유지되었다. 《R.E.O./T.W.O.》의 빌보드 200 진입 실패에도 불구하고, 그것은 데뷔 때보다 더 쉽게 이용 가능하게 남아있지만, 1981년 8월 13일에 골드 인증이 되었다.
이 음반은 테리 러트렐을 대신하여 케빈 크로닌을 보컬과 밴드에 기여하는 작곡가로서 소개했다. 이 음반의 주목할 만한 곡들은 리치래스의 정치적 〈Golden Country〉와 〈Like You Do〉를 포함한다. 두 곡 모두 크로닌의 〈Music Man〉과 함께 밴드의 현재 세트리스트에 자주 포함되어 있다.

## 곡 목록
모든 곡들은 특별한 언급이 없는 한 게리 리치래스에 의해 작사/작곡하였다.
| #  | 제목                                        | 작사·작곡   | 재생 시간 |
| -- | ------------------------------------------- | ----------- | --------- |
| 1. | 〈Let Me Ride〉                             | 케빈 크로닌 | 6:00      |
| 2. | 〈How the Story Goes〉                      |             | 3:34      |
| 3. | 〈Little Queenie〉                          | 척 베리     | 6:39      |
| 4. | 〈Being Kind (Can Hurt Someone Sometimes)〉 | 크로닌      | 6:02      |

| #  | 제목                | 작사·작곡 | 재생 시간 |
| -- | ------------------- | --------- | --------- |
| 1. | 〈Music Man〉       | 크로닌    | 4:38      |
| 2. | 〈Like You Do〉     |           | 5:57      |
| 3. | 〈Flash Tan Queen〉 |           | 4:23      |
| 4. | 〈Golden Country〉  |           | 6:33      |

## 인증
| 국가                       | 인증 | 판매량/출하량 |
| -------------------------- | ---- | ------------- |
| 미국 (RIAA)                | 골드 | 500,000^      |
| ^출하량을 기반으로 한 인증 |      |               |